# Geneva Open
Geneva Open er en tennisturnering, der hører til ATP Touren (tidligere kendt som Grand Prix). Den blev traditionelt arrangeret årligt i Genève, Schweiz, fra 1980 til 1991 og blev spillet på grusbaner. I november 2014 meddelte ATP, at ATP Düsseldorf Open ville blive flyttet til Genève og blive afholdt der i 2015 som en ATP 250-turnering.

## Tidligere finaler

### Herresingle
| År        | Mestre                                    | Finalist                                  | Score                                     |
| --------- | ----------------------------------------- | ----------------------------------------- | ----------------------------------------- |
| 1980      | Balázs Taróczy                            | Adriano Panatta                           | 6–3, 6–2                                  |
| 1981      | Björn Borg                                | Tomáš Šmíd                                | 6–4, 6–3                                  |
| 1982      | Mats Wilander                             | Tomáš Šmíd                                | 7–5, 4–6, 6–4                             |
| 1983      | Mats Wilander (2)                         | Henrik Sundström                          | 3–6, 6–1, 6–3                             |
| 1984      | Aaron Krickstein                          | Henrik Sundström                          | 6–7, 6–1, 6–4                             |
| 1985      | Tomáš Šmíd                                | Mats Wilander                             | 6–4, 6–4                                  |
| 1986      | Henri Leconte                             | Thierry Tulasne                           | 7–5, 6–3                                  |
| 1987      | Claudio Mezzadri                          | Tomáš Šmíd                                | 6–4, 7–5                                  |
| 1988      | Marian Vajda                              | Kent Carlsson                             | 6–4, 6–4                                  |
| 1989      | Marc Rosset                               | Guillermo Pérez Roldán                    | 6–4, 7–5                                  |
| 1990      | Horst Skoff                               | Sergi Bruguera                            | 7–6, 7–6                                  |
| 1991      | Thomas Muster                             | Horst Skoff                               | 6–2, 6–4                                  |
| 1992-2014 | Challenger turnering                      | Challenger turnering                      | Challenger turnering                      |
| 2015      | Thomaz Bellucci                           | João Sousa                                | 7–6 (7–4), 6–4                            |
| 2016      | Stan Wawrinka                             | Marin Čilić                               | 6-4, 7-6 (13-11)                          |
| 2017      | Stan Wawrinka (2)                         | Mischa Zverev                             | 4–6, 6–3, 6–3                             |
| 2018      | Márton Fucsovics                          | Peter Gojowczyk                           | 6–2, 6–2                                  |
| 2019      | Alexander Zverev                          | Nicolás Jarry                             | 6-3, 3-6, 7-6 (10-8)                      |
| 2020      | Ikke afholdt på grund af COVID-19 pandemi | Ikke afholdt på grund af COVID-19 pandemi | Ikke afholdt på grund af COVID-19 pandemi |
| 2021      | Casper Ruud                               | Denis Shapovalov                          | 7–6 (8–6), 6–4                            |
| 2022      | Casper Ruud (2)                           | João Sousa                                | 7-6 (7-3), 4-6, 7-6 (7-1)                 |
| 2023      | Nicolás Jarry                             | Grigor Dimitrov                           | 7–6 (7–1), 6–1                            |
| 2024      | Casper Ruud (3)                           | Tomáš Macháč                              | 7–5, 6–3                                  |
| 2025      | Novak Djokovic                            | Hubert Hurkacz                            | 5–7, 7–6(7–2), 7–6(7–2)                   |

### Doubles
| Year      | Champions                              | Runners-up                             | Score                                  |
| --------- | -------------------------------------- | -------------------------------------- | -------------------------------------- |
| 1980      | Željko Franulović Balázs Taróczy (1)   | Heinz Günthardt Markus Günthardt       | 6–4, 4–6, 6–4                          |
| 1981      | Heinz Günthardt Balázs Taróczy (2)     | Pavel Složil Tomáš Šmíd                | 6–4, 3–6, 6–2                          |
| 1982      | Pavel Složil Tomáš Šmíd (1)            | Carl Limberger Mike Myburg             | 6–4, 6–0                               |
| 1983      | Stanislav Birner Blaine Willenborg     | Joakim Nyström Mats Wilander           | 6–1, 2–6, 6–3                          |
| 1984      | Michael Mortensen Mats Wilander        | Libor Pimek Tomáš Šmíd                 | 6–1, 3–6, 7–5                          |
| 1985      | Sergio Casal Emilio Sánchez            | Carlos Kirmayr Cássio Motta            | 6–4, 4–6, 7–5                          |
| 1986      | Andreas Maurer Jörgen Windahl          | Gustavo Luza Gustavo Tiberti           | 6–4, 3–6, 6–4                          |
| 1987      | Ricardo Acioly Luiz Mattar             | Mansour Bahrami Diego Pérez            | 3–6, 6–4, 6–2                          |
| 1988      | Mansour Bahrami Tomáš Šmíd (2)         | Gustavo Luza Guillermo Pérez Roldán    | 6–4, 6–3                               |
| 1989      | Andrés Gómez Alberto Mancini           | Mansour Bahrami Guillermo Pérez Roldán | 6–3, 7–5                               |
| 1990      | Pablo Albano David Engel               | Neil Borwick David Lewis               | 6–3, 7–6                               |
| 1991      | Sergi Bruguera Marc Rosset             | Per Henricsson Ola Jonsson             | 3–6, 6–3, 6–2                          |
| 1992–2014 | Challenger tournament                  | Challenger tournament                  | Challenger tournament                  |
| 2015      | Juan Sebastián Cabal Robert Farah      | Raven Klaasen Lu Yen-hsun              | 7–5, 4–6, [10–7]                       |
| 2016      | Steve Johnson Sam Querrey              | Raven Klaasen Rajeev Ram               | 6–4, 6–1                               |
| 2017      | Jean-Julien Rojer Horia Tecău          | Juan Sebastián Cabal Robert Farah      | 2–6, 7–6(11–9), [10–6]                 |
| 2018      | Oliver Marach (1) Mate Pavić (1)       | Ivan Dodig Rajeev Ram                  | 3–6, 7–6(7–3), [11–9]                  |
| 2019      | Oliver Marach (2) Mate Pavić (2)       | Matthew Ebden Robert Lindstedt         | 6–4, 6–4                               |
| 2020      | Ikke afholdt grundet COVID-19 pandemic | Ikke afholdt grundet COVID-19 pandemic | Ikke afholdt grundet COVID-19 pandemic |
| 2021      | John Peers Michael Venus               | Simone Bolelli Máximo González         | 6–2, 7–5                               |
| 2022      | Nikola Mektić Mate Pavić (3)           | Pablo Andújar Matwé Middelkoop         | 2–6, 6–2, [10–3]                       |
| 2023      | Jamie Murray Michael Venus (2)         | Marcel Granollers Horacio Zeballos     | 7–6(8–6), 7–6(7–3)                     |
| 2024      | Marcelo Arévalo Mate Pavić (4)         | Jean-Julien Rojer Lloyd Glasspool      | 7–6(7–2), 7–5                          |
| 2025      | Sadio Doumbia Fabien Reboul            | Ariel Behar Joran Vliegen              | 6–7(4–7), 6–4, [11–9]                  |